# Darkiel
Omar David Colón (Lares, Puerto Rico; 21 de enero de 1994), más conocido como Darkiel, es un rapero, Cantante, compositor y actor puertorriqueño de reguetón, rap y trap. además es el protagonista de la serie Nicky Jam: El ganador, serie estrenada en Netflix, donde interpreta a Nicky Jam de joven.

## Carrera musical

### 2012–2017: Rompiendo esquemas
Debutó en 2012 con la canción «Ella es de esas», con el que le siguieron otras canciones y desde ese momento, comenzó a hacer freestyles, los cuales publicó mediante sus redes sociales como Youtube y Facebook.
Lanzó su primer mixtape titulado Rompiendo esquemas en 2015, el cual contó con una reedición publicada en 2016. Dicha producción contó con las colaboraciones de Justin Quiles, Luigi 21 Plus, Pusho, entre otros.

### 2018–presente: Carrera como actor
En 2018, participó como actor principal en la serie de Netflix, Nicky Jam: El ganador, en donde personificó a Nicky Jam en su etapa más joven y en 2019, salió en el cortometraje Voodoo: The Western Movie, con Jon Z y Baby Rasta.
Lanzó su primer EP titulado Darkiel Edition en 2019. Colaboró con el cantante Shaggy en la canción «Me siento bien» y apareció en la serie de YouTube Originals Bravas, donde tuvo participación como actor.
En 2023, lanzó los sencillos «Hoy» junto a Maffio, «Dios es bueno» junto a Aly El Mensajero, que formaron parte del primer proyecto de música cristiana por parte del productor Boy Wonder CF titulado Chosen Few Fe. Además, en esta compilación apareció la remezcla de «Me siento bien» junto a Shaggy, Maffio, Pedro Capó, Dalex y Afro B.

## Discografía
Mixtapes
- 2015: Rompiendo esquemas

EP
- 2019: Darkiel Edition